# La Gardienne du feu
La Gardienne du feu est un film muet français réalisé par Louis Feuillade et sorti en 1913.
Le film comporte trois épisodes :
1. La Salomé de Régis Méral
2. La Sonate à l'aînée
3. Le Calvaire

## Fiche technique
- Titre : La Gardienne du feu
- Réalisation : Louis Feuillade
- Scénario :
- Photographie : Georges Guérin
- Société de production :  Société des Établissements L. Gaumont
- Société de distribution : Comptoir Ciné-Location
- Métrage : 1 238 m
- Format : Noir et blanc — 35 mm — 1,33:1 — film muet
- Genre :
- Durée : 41 minutes
- Date de sortie : 
  - France : 7 novembre 1913

## Distribution
- René Navarre : le compositeur Méral
- Renée Carl : sa femme
- Georges Coquet : Jacques Loisy
- Miss Leonora : La Lodoïska
- Max Dhartigny